# Obretenik, Ruse
Obretenik (în bulgară Обретеник) este un sat în comuna Borovo, regiunea Ruse,  Bulgaria. 

## Demografie
Componența etnică a satului Obretenik
     Bulgari (35,81%)
     Turci (28,93%)
     Romi (33,75%)
     Nicio identificare (1,27%)
     Altele (0,21%)
La recensământul din 2011, populația satului Obretenik era de 1.410 locuitori. Nu există o etnie majoritară, locuitorii fiind bulgari (35,81%), romi (33,75%) și turci (28,93%). Pentru 1,27% din locuitori nu este cunoscută apartenența etnică.